# Amanda Lepore
Amanda Lepore é uma modelo americana, considerada um ícone transexual.

## Infância
Aos 10 anos, Lepore assistia a um programa na televisão sobre cirurgia de redesignação de género, quando anunciou aos pais que queria fazer uma mudança de sexo, pois achava que era uma menina. Aos 15 anos, fez amizade com Bambi, uma stripper transexual, que trocava hormonas por calcinhas com brilhos e tops de biquíni que Lepore costurava em casa. Sem o pai desaprovador em casa, tendo abandonado a família quando ela tinha 14 anos, e o irmão machista sempre ausente, Lepore começou a se vestir como menina. A sua mãe comprou-lhe um batom Revlon e um sutiã com enchimento. Segundo ela própria conta em “Doll Parts”, Lepore deixou cair o "r" do seu nome de batismo, Armand, e adicionou um "a", tornando--se Amanda. Como ela própria escreveu, “Eu sempre fui Amanda, mesmo quando usava outro nome”.

## Vida adulta
Após um casamento tempestuoso, mudou-se para Nova York, onde trabalhou primeiro em um salão de beleza, depois como dominatrix e, por fim, como figura fixa nas festas mais legais da cidade, onde atingiu a fama. Entre outras conquistas, Amanda foi uma das principais musas do fotógrafo David LaChapelle. Hoje, ela investe na carreira de cantora, mas ainda trabalha como hostess e performer.

## Discografia

### Álbuns de estúdio

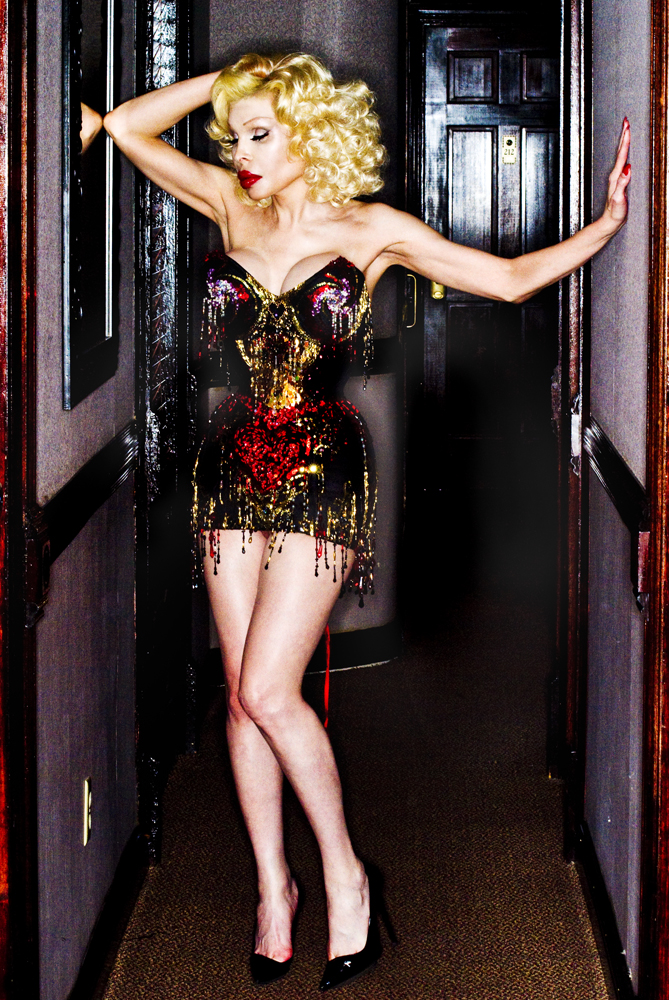
Lepor3.

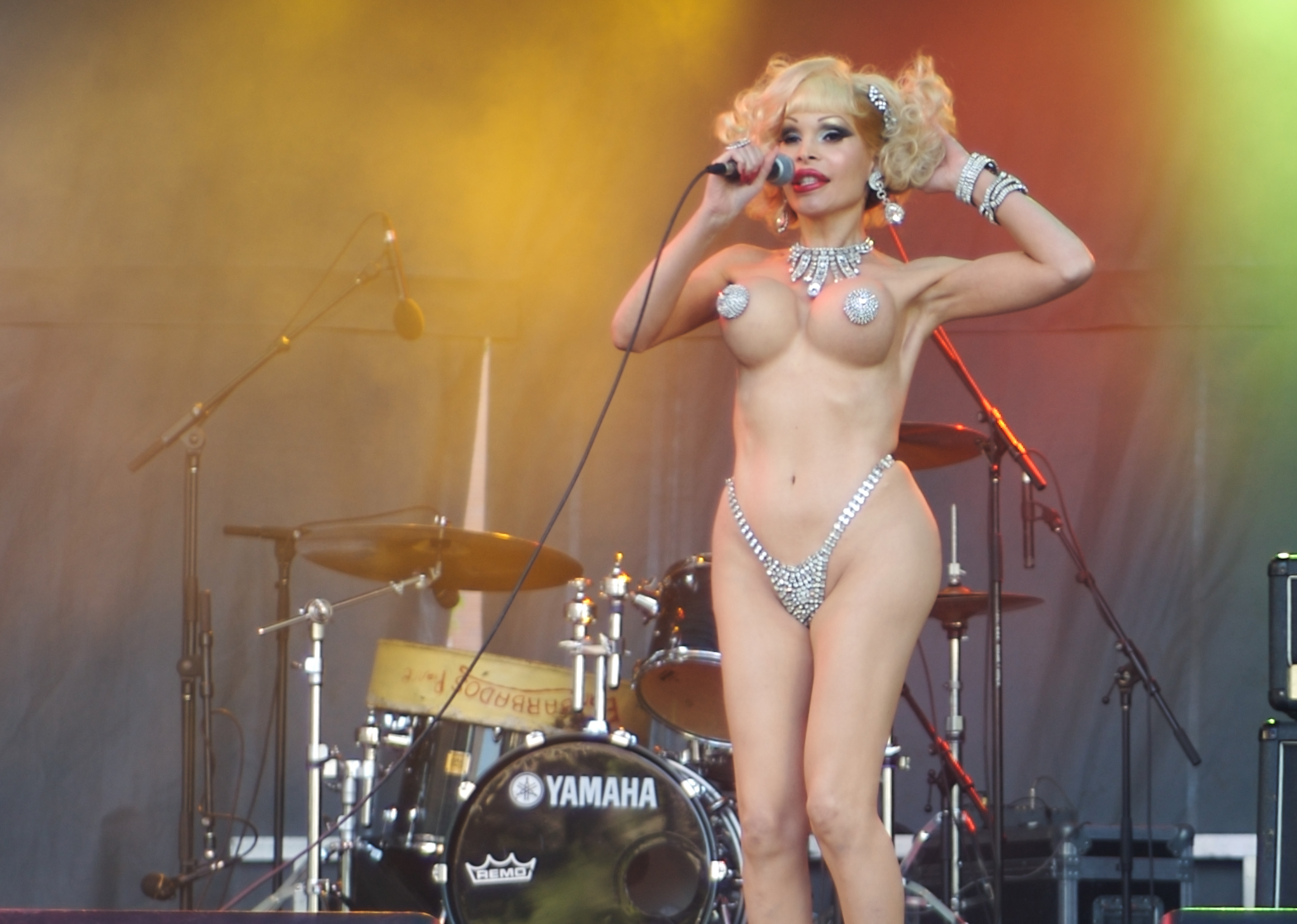
Apresentação de Lepore na Parada LGBT de Montreal

| Ano  | Álbum                                                                       |
| ---- | --------------------------------------------------------------------------- |
| 2009 | I...Amanda Lepore - Released:Summer of 2009 - Formats: CD, Digital Download |

### EPs
| Ano  | Álbum                                                                                   |
| ---- | --------------------------------------------------------------------------------------- |
| 2005 | Introducing... Amanda Lepore - Released: September 21, 2005 - Formats: Digital Download |
| 2007 | My Pussy - Released: 2007 - Formats: Digital Download                                   |
| 2008 | Fierce Pussy (The Remix Album) - Released: June 1, 2008 - Formats: CD, Digital Download |

### Singles
| Ano  | Título                                                                            | Álbum                        |
| ---- | --------------------------------------------------------------------------------- | ---------------------------- |
| 2006 | "I Know What Boys Like" - Released: July 28, 2006 - Formats: CD, Digital Download | Another Gay Movie Soundtrack |
| 2009 | "Cotton Candy" - Released: April 28, 2009 - Formats: Digital Download             | —                            |

### Music videos
| Ano  | Título         | Diretor    |
| ---- | -------------- | ---------- |
| 2009 | "Cotton Candy" | Bec Stupak |